# Palirisa noncurvata
Palirisa noncurvata är en fjärilsart som beskrevs av Felix Bryk 1944. Palirisa noncurvata ingår i släktet Palirisa och familjen Eupterotidae. Inga underarter finns listade i Catalogue of Life.